# الزلال (محافظة الجموم)
الزلال قرية سعودية، تقع في محافظة الجموم بمنطقة مكة المكرمة، غرب المملكة العربية السعودية. تقع جنوب غرب محافظة الجموم وتبعد عنها 18 كم.